# Olivier Debarre

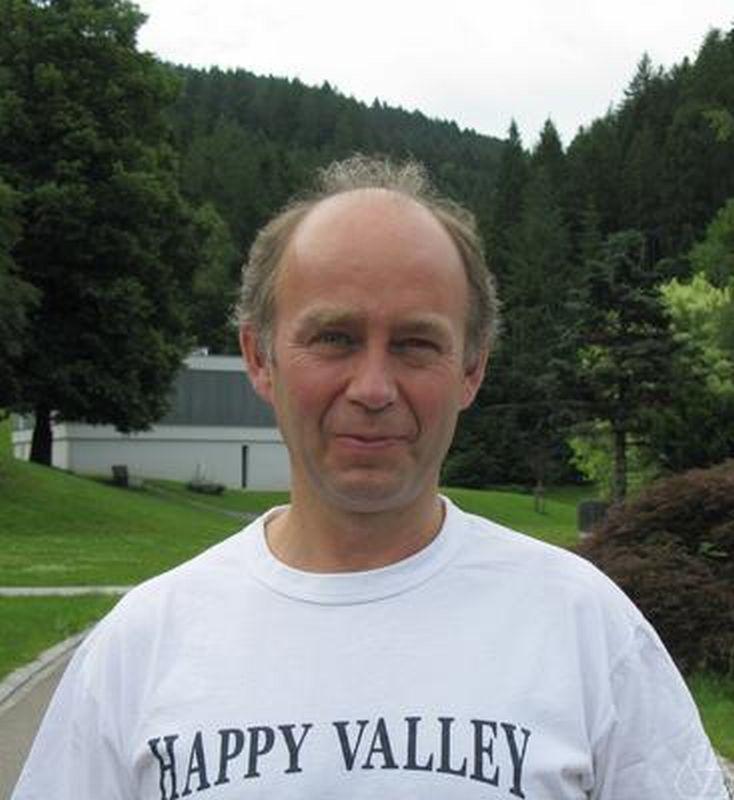
Olivier Debarre, Oberwolfach 2012

Olivier Debarre (* 1959) ist ein französischer Mathematiker, der sich mit komplexer algebraischer Geometrie befasst.
Debarre studierte 1977 bis 1981 an der École normale supérieure (ENS) und war 1981/82 an der Harvard University bei Phillip Griffiths. 1981 erfolgte der erste Teil (Thèse de troisième cycle) an der Universität Paris VII bei Arnaud Beauville (Inégalités numériques pour les surfaces de type général) und 1987 der zweite Teil (Thèse d´Etat) bei Beauville an der Universität Paris XI (Variétés de Prym, conjecture de la trisécante et ensembles d'Andreotti et Mayer, sowie Conjugaison analytique à des rotations des difféomorphismes analytiques du cercle). 1982 bis 1995 forschte er für das CNRS. 1991 bis 1994 war er Associate Professor an der University of Iowa. 1995 bis 2008 war er Professor an der Universität Straßburg und ab 2008 Professor an der Universität Paris VII und der ENS, an der er 2009/10 Vorstand der Fakultät war.
1997 bis 2001 war er in Teilzeit Professor an der École polytechnique. Er war 1981 am Institute for Advanced Study, war 1999 Gastprofessor in Harvard, 2007 an der Nationalen Universität Taiwan und 2008 am Korean Institute for Advanced Study, 2008 an der Fudan-Universität in Shanghai, 2004 an der University of Michigan und 2009 am MSRI.
1999 bis 2004 war er Junior-Mitglied des Institut Universitaire de France.
Er befasste sich unter anderem mit dem Schottky-Problem, Sätzen vom Torelli Typ, Fano- und Prym-Varietäten.
Er ist Herausgeber der Reihe Astérisque der SMF und der Annales de l´ ENS. Des Weiteren ist er ehemaliger Herausgeber der Mathematischen Zeitschrift. 

## Schriften
- Le théorème de Torelli pour les intersections de trois quadriques. In: Inventiones Mathematicae. Bd. 95, Nr. 3, 1989, S. 507–528, doi:10.1007/BF01393887.
- The Schottky Problem: An Update. In: Herbert Clemens, János Kollár (Hrsg.): Current Topics in Complex Algebraic Geometry (= Mathematical Sciences Research Institute Publications. 28). Cambridge University Press, Cambridge u. a. 1995, ISBN 0-521-56244-9, S. 57–64, (online).
- Variétés de Fano. In: Séminaire Bourbaki. Exposés. Nr. 820–834, 1996/1997 = Astérisque. Nr. 245, 1997, S. 197–221, (Digitalisat (PDF; 2,23 MB)).
- Tores et variétés abéliennes complexes (= Collection Société Mathématique de France. Cours spécialisés. 6). Société Mathématique de France, Marseille 1999, ISBN 2-86883-427-2 (In englischer Sprache: Complex Tori and Abelian Varieties (= SMF/AMS Texts and Monographs. 11). American Mathematical Society u. a., Providence RI 2005, ISBN 0-8218-3165-8).
- Higher dimensional algebraic geometry (= Universitext.). Springer, New York NY u. a. 2001, ISBN 0-387-95227-6.